# Pfarrkirche Ranten

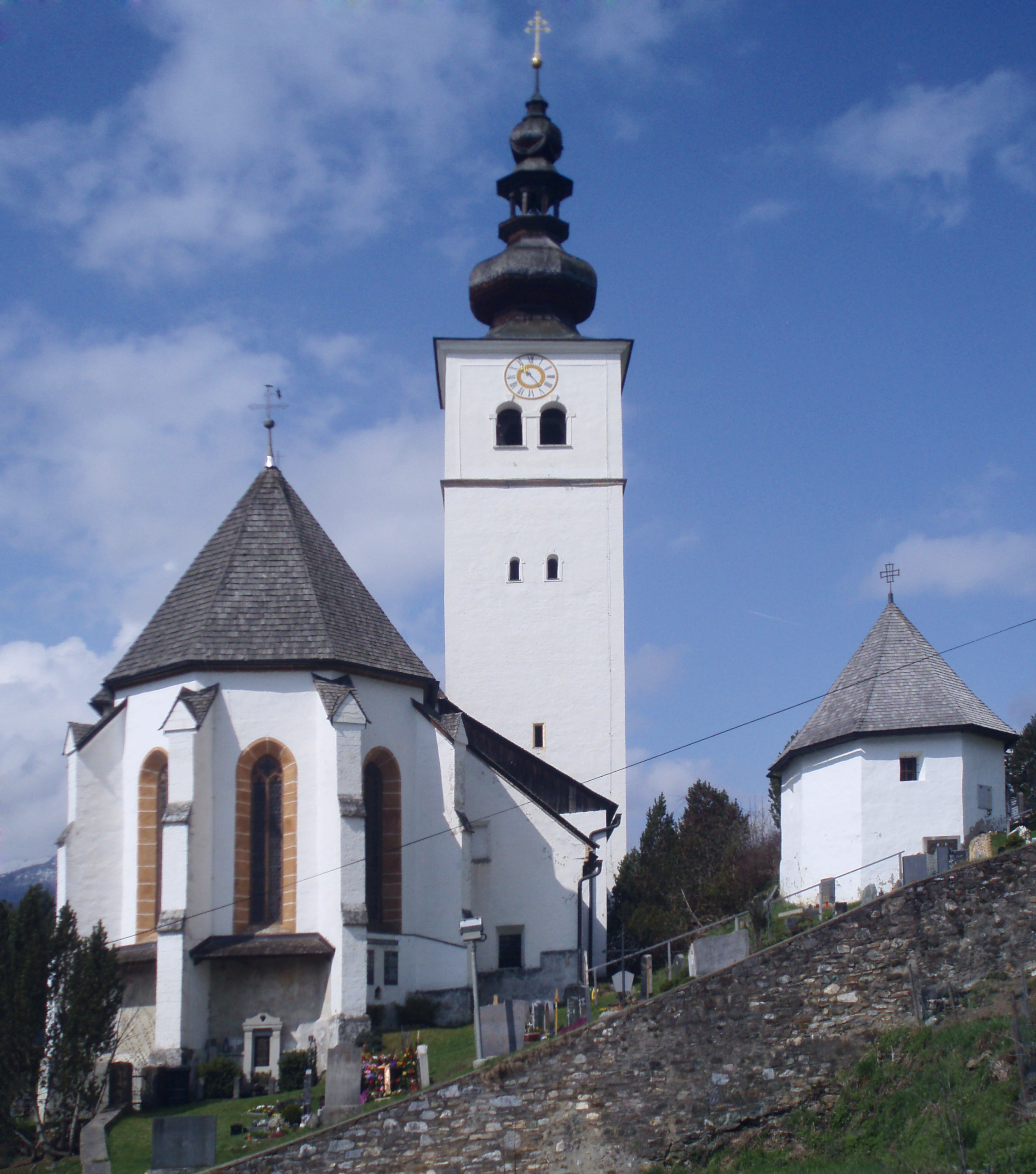
Kath. Pfarrkirche hl. Bartholomäus in Ranten

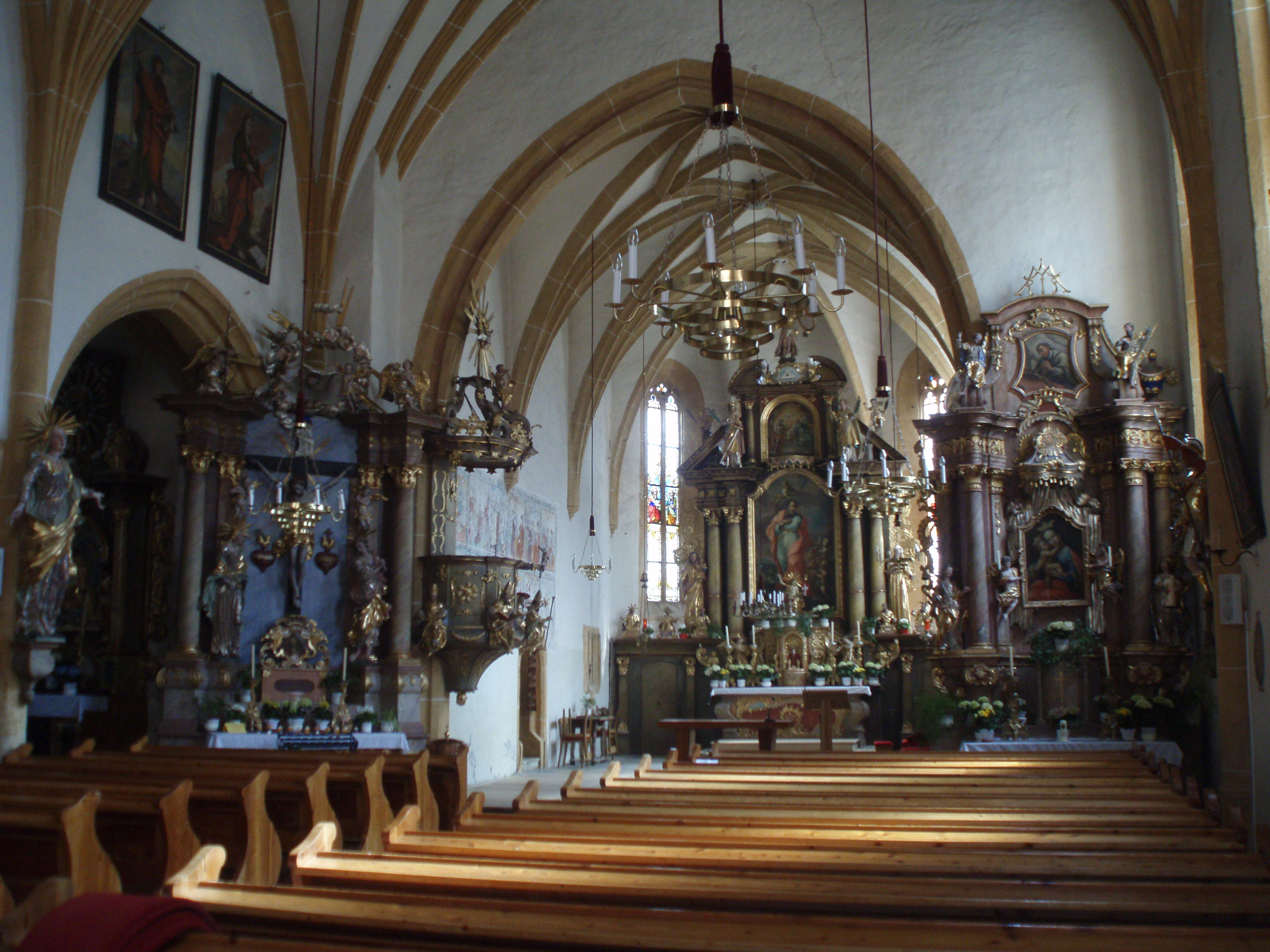
Im zum Chor gesehen nach Süden verschobenen Langhaus

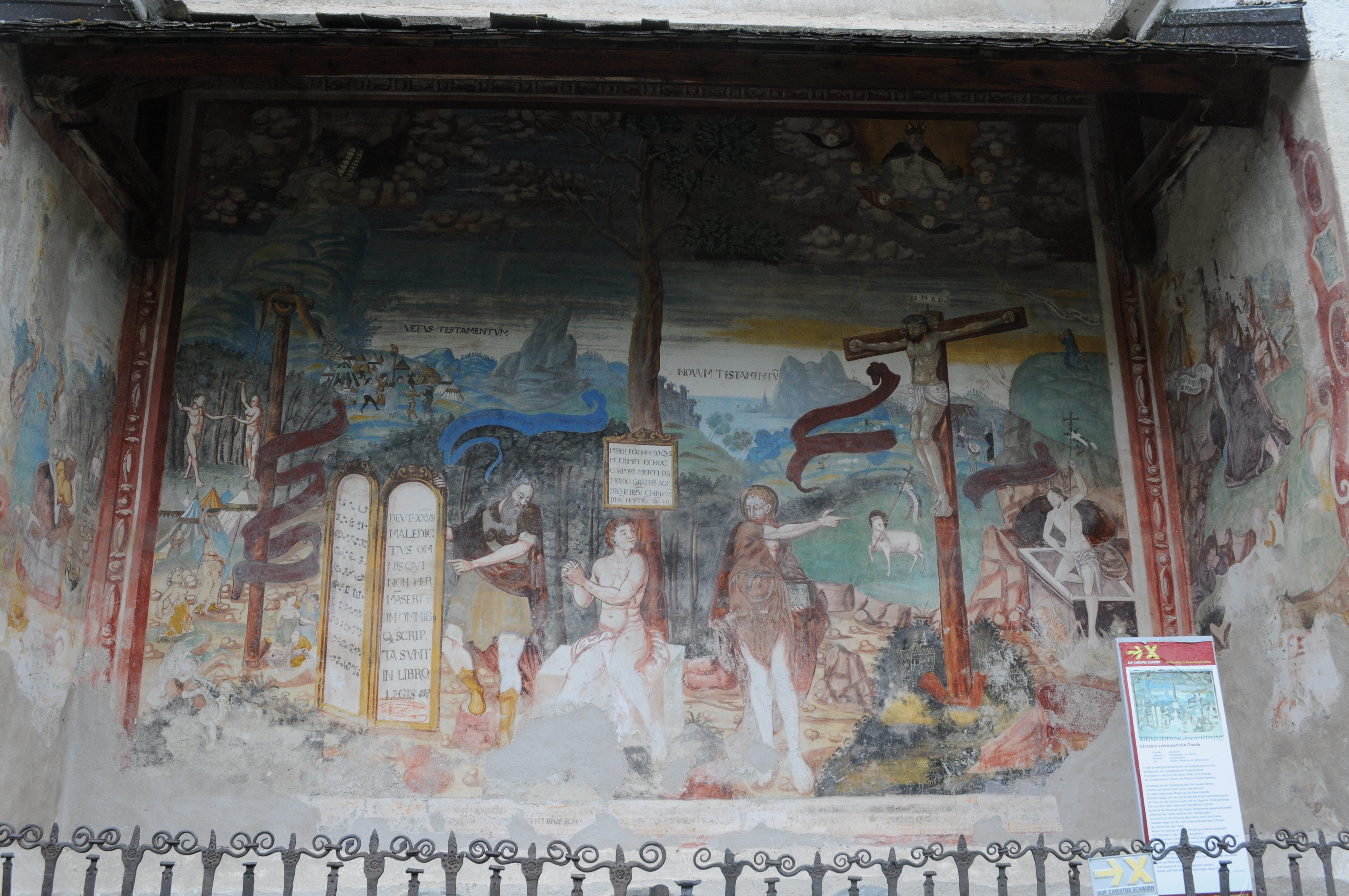
Fresken an der äußeren Kirche

Die Pfarrkirche Ranten steht in einer Hanglage nördlich des Ortes in der Gemeinde Ranten im Bezirk Murau in der Steiermark. Die dem Apostel Bartholomäus geweihte römisch-katholische Pfarrkirche gehört zum Dekanat Murau in der Diözese Graz-Seckau. Die Kirche und der Friedhof stehen unter Denkmalschutz (Listeneintrag).

## Geschichte
Urkundlich wurde 1155 eine Kirche genannt und war die Kirche der Hauptpfarre der Gegend.
Der gotische Kirchenbau aus dem 15. Jahrhundert wurde bis 1523 eingewölbt. Die Architektur ist mit der Kirche in Schöder verwandt und wurde wohl von der gleichen Bauhütte erbaut. 1961 wurde die Kirche innen restauriert.
An der Fassade der Kirche ist ein Freskenzyklus von 1560 bis 1570 erhalten, der eine typisch evangelisch-lutherische Bildsprache der Reformation dokumentiert. Der Zyklus, der biblische Worte des Alten und Neuen Testaments enthält, konnte sich trotz konsequenter Rekatholisierung während der Gegenreformation in der Steiermark halten.

## Architektur
Der zweijochige Chor mit einem Fünfachtelschluss hat ein Kreuzrippengewölbe mit einer Scheitelraute auf Konsolen, die runden Schlusssteine zeigen die Reliefs Kopf, Lamm Gottes, Segnende Hand. Der eingezogene profilierte spitzbogige Fronbogen nennt 1523 und zeigt ein Wappen der Liechtenstein. Das Langhaus unter einem Netzrippengewölbe auf Halbrunddiensten, auch im Dach den Chor überragend, hat fünf ungleiche Joche, und ist zum Chor gesehen nach Süden verschoben. Profilierte Spitzbogenarkaden verbinden das Langhaus mit dem dreijochigen niedrigeren nördlichen Seitenschiff mit viergeteilten Sternrippengewölben auf Halbrunddiensten. In der Nordwestecke ist der Turm eingestellt, er ist in den unteren Geschoßen gotisch, das Obergeschoß aus 1748 trägt einen Zwiebelhelm mit einer Laterne. In der Südostecke des Turmes kragt in das Langhaus ein Treppentürmchen mit einer Spindeltreppe aus.
Der Karner ist ein gotischer Achteckbau unter einem Zeltdach.

## Ausstattung
Der Hochaltar mit Umgangsportalen hat einen Aufbau aus 1641, 1697 vom Bildhauer Franz Kamerlander verändert, er schuf die Statuen Josef und Antonius.